# منتخب مالي تحت 17 سنة لكرة القدم
منتخب مالي تحت 17 سنة لكرة القدم (بالفرنسية: Équipe du Mali des moins de 17 ans de football)‏ هو ممثل مالي الرسمي في المنافسات الدولية في كرة القدم في فئة كرة قدم تحت 17 سنة للرجال، يديريه اتحاد مالي لكرة القدم.